# Alexandre Yokochi
Alexandre Felske Tadayuke Yokochi (* 13. Februar 1965 in Lissabon) ist ein ehemaliger portugiesischer Schwimmer. 1985 war er Europameisterschaftszweiter im Brustschwimmen über 200 Meter. Der 1,80 m große Yokochi startete für Benfica Lissabon und gilt bis heute als bester Schwimmer der portugiesischen Sportgeschichte.

## Karriere
Yokochi wurde 1965 in Lissabon geboren. Sein Vater Shintaro Yokochi, japanischer Schwimmer und Hiroshima-Überlebender, kam während der Estado Novo-Diktatur nach Portugal und wurde Schwimmtrainer beim Verein Sport Algés e Dafundo. Er wechselte danach zur portugiesischen Militärakademie und dann zum FC Porto, bevor er Trainer der Schwimmer von Benfica Lissabon wurde. Dort nahm er seinen mittleren Sohn Alexandre zum Training mit. Alexandre nahm dort im Alter von sechs Jahren erstmals an Wettkämpfen teil und brach mit 14 die portugiesischen Landesrekorde über 100 und 200 Meter Brust. Mit 15 wurde er Vize-Jugendeuropameister.
Bei den Weltmeisterschaften 1982 in Guayaquil schwamm er über 200 Meter Brust auf den 12. Platz. Zwei Jahre später bei den Olympischen Spielen 1984 in Los Angeles belegte er in den Vorläufen über 100 Meter Brust den 34. Platz. Über 200 Meter Brust erreichte er mit der siebtschnellsten Zeit der Vorläufe das Finale und belegte auch im Endlauf den siebten Platz.
Im August 1985 fanden in Sofia die Europameisterschaften statt. Über 200 Meter Brust siegte Dmitri Wolkow aus der Sowjetunion mit 0,1 Sekunden Vorsprung vor Yokochi, der seinerseits 0,06 Sekunden vor dem drittplatzierten Schweizer Étienne Dagon anschlug. Ende August wurde in Kobe, Japan, die Universiade 1985 ausgetragen. Über 200 Meter Brust gewann John Moffet aus den Vereinigten Staaten knapp vor Alexandre Yokochi. 1986 bei den Weltmeisterschaften in Madrid belegte Yokochi über 100 Meter Brust den 23. Platz. Über 200 Meter Brust erreichte er das Finale und schwamm auf den fünften Platz. Bei der Universiade 1987 in Zagreb siegte Yokochi über 200 Meter Brust mit über drei Sekunden Vorsprung. Kurz darauf folgte ein siebter Platz über 200 Meter Brust bei den Europameisterschaften in Straßburg.
Bei den Olympischen Spielen 1988 in Seoul belegte Yokochi den 40. Platz. Über 200 Meter Brust verpasste er als Elfter der Vorläufe den Einzug ins A-Finale. Er gewann das B-Finale und belegte damit den neunten Platz. Bei den Weltmeisterschaften 1991 in Perth schied Yokochi über beide Bruststrecken genauso im Vorlauf aus wie anderthalb Jahre später bei den Olympischen Spielen 1992 in Barcelona.
Nach Barcelona 1992 beendete er seine Schwimmlaufbahn und widmete sich seinem Ingenieursstudium, das er bereits parallel zu seinem Schwimmsport verfolgte. Nach seinem Abschluss ging er in die USA und machte seinen Doktor. 2022 ist er an der Baylor University Professor für Materialien, Energie und Mechanik.